# Dobrów (województwo świętokrzyskie)
Dobrów – wieś w Polsce, położona w województwie świętokrzyskim, w powiecie buskim, w gminie Tuczępy.
W latach 1975–1998 miejscowość administracyjnie należała do województwa kieleckiego.

## Części wsi
| SIMC    | Nazwa   | Rodzaj                            |
| ------- | ------- | --------------------------------- |
| 0275197 | Poręba  | część wsi (zniesiona w 2023 r.)   |
| 0275205 | Zagrody | kolonia wsi (zniesiona w 2023 r.) |

## Dawne części wsi – obiekty fizjograficzne
W latach 70. XX wieku przyporządkowano i opracowano spis lokalnych części integralnych dla Dobrowa zawarty w tabeli 2.
| Nazwa wsi – miasta | Nazwy części wsi – miasta                                              | Nazwy obiektów fizjograficznych – charakter obiektu |
| ------------------ | ---------------------------------------------------------------------- | --- |
| I. Gromada TUCZĘPY |                                                                        | |
| 1. Dobrów          | 1. Dwór 2. Pastwisko 3. Pod Wierzbicą 4. Poręba 5. Serwitus 6. Zagrody | 1. Hektary — pole 2. Łąka Dworska — łąka 3. Pastwisko — pole 4. Pod Wierzbicą — pole 5. Poręba — pole 6. Serwitus — pole 7. Za Wsią — pole 8. Zagrody — pole |

## Literatura
1. Kaczmarek Leon (red. nauk. zeszytu), Taszycki Witold (red. nauk. wyd.): Urzędowe Nazwy miejscowości i obiektów fizjograficznych. 33. Powiat staszowski województwo kieleckie. Komisja ustalania nazw miejscowości i obiektów fizjograficznych (do użytku służbowego). Z: 33. Warszawa: Urząd Rady Ministrów. Biuro do Spraw Prezydiów Rad Narodowych, 1970. Brak numerów stron w książce